# Michail Davidowitsch Charit

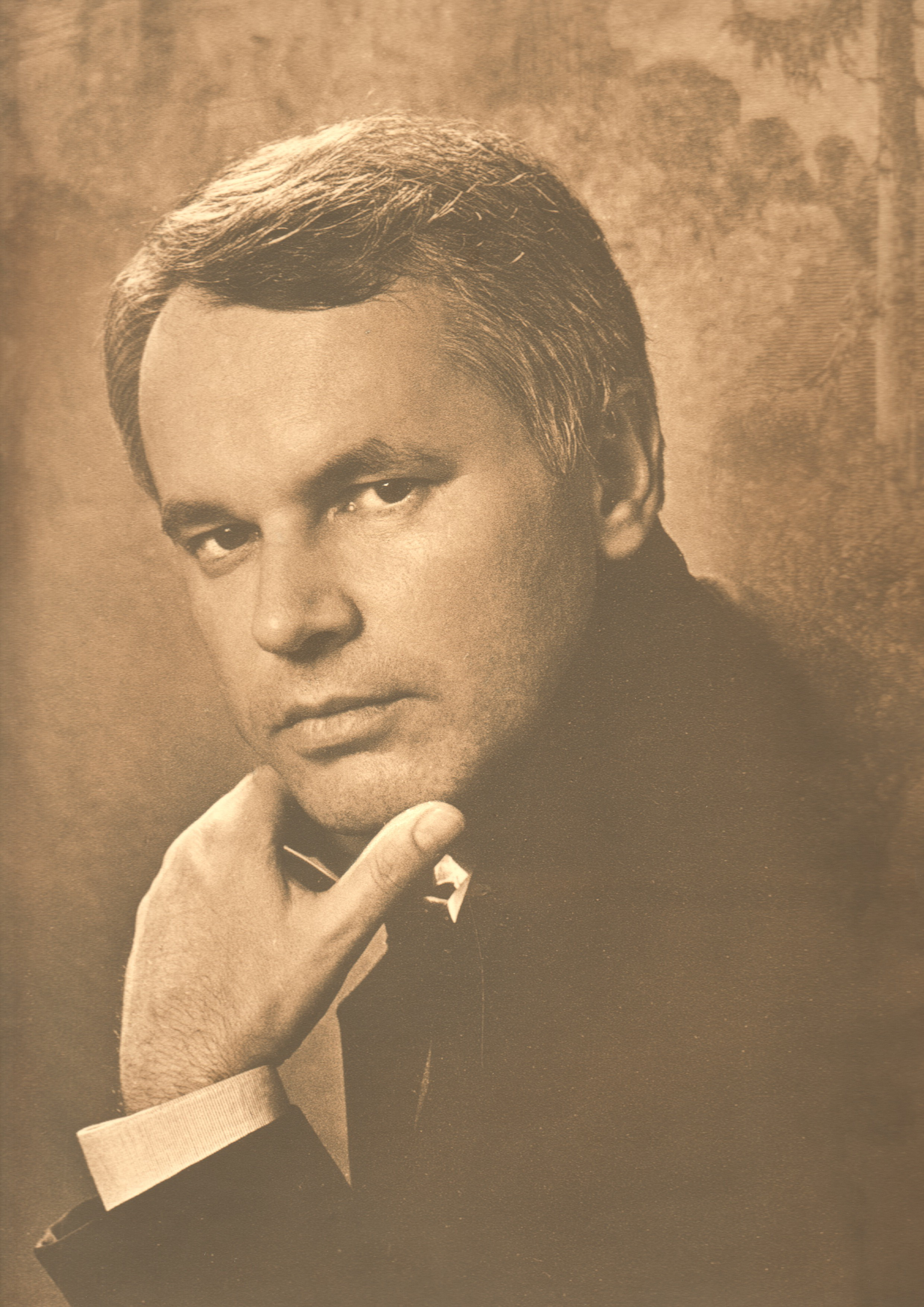
Michail Davidowitsch Charit

Michail Davidowitsch Charit (russisch Михаил Давидович Харит; geb. 2. Juli 1955 in Moskau) ist ein sowjetischer und russischer Wissenschaftler, Architekt, Doktor der technischen Wissenschaften, Professor, Schriftsteller und Preisträger des Lenin-Komsomol-Preises auf dem Gebiet der Wissenschaft und Technologie.

## Biographie und wissenschaftliche Tätigkeit
Michail Harit wurde am 2. Juli 1955 in Moskau in eine Wissenschaftlerfamilie hineingeboren. Im Jahr 1977 absolvierte er das Moskauer Institut für Transport Ingenieure (MIIT) an der Fakultät Brücken und Tunnel. Er setzte seine Ausbildung im Aufbaustudium des MIIT fort.
Von 1978 bis 1981 nahm er an Expeditionen des Forschungsinstituts für Verkehrsbau des Ministeriums für Verkehrsbau der UdSSR teil, die die Inspektion des Zustands von Brückenstützen und Wasserleitungen an den Bergflüssen Sibiriens, des Fernen Ostens, des Kaukasus sowie der Ausläufer der Vorgebirge des Tien-Shan- und des Ferghana-Tales zum Gegenstand hatten (1980 leitete er die Expedition). Auf Basis dieser Expeditionen verteidigte er 1981 seine Doktorarbeit. Ein Teil des für die Dissertation verwendeten Materials floss in Verordnungen über Konstruktions- und Planungsnormen der UdSSR ein.
Später arbeitete er im Forschungsinstitut für Verkehrsbau (CNIIS) als Leiter des Zentrallabors zum Schutz von Metall- und Stahlbetonkonstruktionen vor gefährlichen äußeren Einflüssen.
Im Jahr 1989 wurde er mit der Prämie des Leninschen Komsomol auf dem Gebiet der Wissenschaft und Technik „für die Schaffung hochwirksamer Methoden zur Befestigung unterirdischer Stollen in schwierigen geologischen Bedingungen unter Verwendung neuer Verbundwerkstoffe“ ausgezeichnet.
1987 leitete er die große russische Architektur- und Bauholding Intex. Von 1998 bis 2001 nahm er als Architekt an der Restaurierung historischer Gebäude in Russland, England und Italien teil.
Michail Harit erfand einen neuen Kunststein (ein Architekturbeton) mit variierbarer Optik, Frost- und Wasserbeständigkeit und Härte sowie eine Technologie mit dem Namen INTEX. Weißer Stein. Beide Erfindungen waren für den Bau und Rekonstruktion von Häusern in historischen Stilen bestimmt. Ihre Verwendung auf dem Gebiet Moskaus wurde von der Moskauer Stadtduma genehmigt und empfohlen. Diese Arbeit wurde von seinem Sohn, Oleg Michailowitsch Harit, fortgesetzt.
1997 erhielt Michail Harit für seinen bedeutenden Beitrag zur Entwicklung Moskaus die Medaille Zum Gedenken an den 850. Jahrestag von Moskau.
2003 bezeichneten die Zeitungen The New York Times und Chicago Tribune Michail Harit als einen der erfolgreichsten Bauarchitekten Russlands.
Seit Anfang der 2000er Jahre erforscht Harit, wie der Baustil, in dem ein Haus gehalten ist, sich auf die Gesundheit seiner Bewohner auswirkt. Er entwickelte einen neuen Algorithmus und erstellte ein Programm, das Gleichungen der Regressionsanalyse und der Fourier-Reihe zur Analyse von gesammeltem statistischen Material verwendet.
2005 habilitierte er, bekam den Grad des Doktors der technischen Wissenschaften zuerkannt und erwarb den akademischen Titel des Professors.
Er wurde zum Präsidenten der „Vereinigten Stiftung für soziale und wirtschaftliche Forschung, Entwicklung von Architektur, Wissenschaft, Kultur und Kunst ‘Edinstvo’“ gewählt und in die Union der Magazinisten aufgenommen. Unter seiner Leitung erschien in unregelmäßigen Abständen das Magazin „Moderne“, in dem Studien auf dem Gebiet der Architektur, Videoökologie, Psychophysik, Philosophie, Neuropsychologie und Religion publiziert wurden, veröffentlicht.
Er beteiligte sich an wissenschaftlichen Expeditionen in die Antarktis, zum See „Loch Ness“, zu der Villa von Antoine Thomson d’Abbadi, in die Pyrenäen, in Gebiete der Katharer und Basken, zu den ägyptischen Pyramiden und dem Toten Meer sowie archäologischen Ausgrabungen in Israel, Italien, Griechenland und Frankreich. Er verfasste eine Reihe von Artikeln über Philosophie, Religionsgeschichte, Kabbala und Theologie.
Im Jahr 2015 wurde Charits erster Roman, „Fischer und Winzer“ veröffentlicht (2016 erschienen zwei Neuauflagen). Es folgte eine Nominierung für den Roskone-Preis 2017. 2017 erschien eine von Sergei Chonishvili gesprochene Hörbuchfassung.
Im Jahr 2021 wurde neuer Roman "Fischer und Winzer. Am Anfang des Wandels". Im 2022 Roman wurde Finalist für den ABC Award.
2022 erschien das Bush "Ar-Megiddo Carnaval".
Er ist Meister des Sports im Boxen und praktiziert Kyokushinkai-Karate und andere Nahkampfsportarten.

## Auszeichnungen
- 1989: Lenin-Komsomol-Preis in Wissenschaft und Technologie
- 1997: Medaille „In Gedenken an den 850. Jahrestag von Moskau“

## Bibliographie
Michael Harit hat mehr als 200 wissenschaftliche und populärwissenschaftliche Artikel veröffentlicht. Darüber hinaus verfasste er eine Enzyklopädie der Architektur in drei Bänden, eine Monographie über die Kabbala, das Christentum und Judentum sowie den philosophischen Roman Fischer und Winzer.
- Ein neues Jahrhundert des russischen Herrenhauses. Populäre Enzyklopädie der Architektur. 2001, Ed. Ast-Astrel. Moskau. ISBN 5-17-008120-0.
- Ein neues Jahrhundert des russischen Herrenhauses. Ausgaben 2, 3 und 4, überarbeitet und ergänzt. 2010–2015. Ed. Astrel. Ast. Moskau. ISBN 5-271-02021-8, ISBN 5-271-02107-6, ISBN 5-17-008121-9
- Schönes Haus. Architekturideen aus verschiedenen Ländern. UAB Spaudos Konturai, Vilnius 2005.
- Berühmte Häuser, Schlösser, Herrenhäuser. UAB Spaudos Konturai, Vilnius 2008, ISBN 978-5-9900539-3-9.
- Geheimnisse der Heiligen Schriften. Kommentare zur Bibel und zur Tora. UAB Spaudos Konturai, Vilnius 2006, ISBN 978-5-9900539-2-2.
- Rybari i vinogradari Roman. Ed. Ripol-Klassik. Moskau 2016. Zwei Nachdrucke: erste ISBN 978-5-600-01310-0, zweite Ausgabe. ISBN 978-5-386-09513-0
- Dauerhaftigkeit von Stahlbetonkonstruktionen und Beton, unter Berücksichtigung der negativen Auswirkungen externer Einflüsse. Transport. Moskau 1982.
- Wear-resistant concrete. Transport. Moskau 1981.
- Schutz der Betonoberfläche von Brückenstützen. Arbeiten des MIIT. 1981 Ausgabe. 641
- Empfehlungen zur Erhöhung der Beständigkeit von Stahlbetonstützen von Verkehrsstraßen. Moskauer Verkehrsbauministerium. 1982.
- Bewertung der Zuverlässigkeit von Brückenbauwerkelementen in schwieriger Umgebung. Artikelsammlung Perfektionierung von Maschinendesigns und Erhöhung der Effizienz der Projektierung von des Baus von Verkehrseinrichtungen VNIITS. 1981
- Wissenschaftlicher Bericht auf der 7. wissenschaftlich-technischen Konferenz der Verkehrsplaner: Schutz von Stützen im Wasserfluss. Ministerium für Verkehr, Staatliches Unions-Verkehrsforschungsinstitut SoyuzdorNII. Abschnitt Straßenbrücken. Moskau. 1981